# Hate Me
Hate Me – singiel brytyjskiej piosenkarki oraz autorki tekstów Ellie Goulding, który został wydany nakładem wytwórni Polydor Records 26 czerwca 2019 roku. Piosenka jest duetem Goulding i amerykańskiego rapera Juice Wrld. Tekst do utworu został napisany przez Ellie Goulding, Jarada Higginsa, Jasona Evigana, Jordana Johnsona, Marcusa Lomaxa, Stefana Johnsona, Andrew Wotmana oraz Brittany Hazzard, produkcją zajęli się Jason Evigan wraz z The Monsters and the Strangerz. Piosenka znalazła się na czwartym albumie studyjnym Goulding Brightest Blue.

## Historia
24 czerwca za pośrednictwem portalu Instagram Ellie udostępniła zdjęcie przedstawiające jej plecy na których wisi naszyjnik z inicjałami "EG" oraz "JW" z podpisem "dwa dni". Dwa dni później w dniu premiery artystka na tym samym portalu opublikowała fragment piosenki z linkiem do jej zakupu.
Za pośrednictwem iTunes zostały opublikowane dwa oficjalne remixy piosenki. Pierwszym zajął się holenderski DJ R3HAB, premiera mixu w serwisie miała miejsce 16 sierpnia 2019 roku. Kolejną wersją piosenki zajął się duet DJ-ów Snakehips, efekty ich pracy zostały opublikowane 25 września 2019 roku.
Ellie Goulding o piosence:
"To trochę ironiczny kawałek, tekstowo na pewno różni się od większości moich piosenek, ale nagrania przyniosły mi naprawdę dużo radości."

## Opinie krytyków
Carl Lamarre z serwisu Billboard nazwał ten utwór „hymnem anty-miłosnym”, w którym „Goulding przyjmuje ciemniejsze podejście, po obejrzeniu spirali związku”.
Mike Wass z Idolator uznał, że piosenka to „hip-hopowy sztos”.
Jael Goldfine z Paper napisał, że ta piosenka to „nastrojowa, masochistyczna, wymowna mowa”, jak Goulding „ośmiela byłego faceta, by powiedzieć wszystkie wredne, brzydkie rzeczy o złym sercu, które mówią sobie nawzajem”.

## Teledysk
Teledysk swoją premierę miał 17 lipca 2019 roku na ofijalnym kanale Ellie Goulding na YouTube. Tego samego dnia opublikowano Official Audio do piosenki. 31 lipca wypuszczono również wersję Vertical Video. Reżyserią zajął się Saam Farahmand.

## Pozycje na listach
Utwór zadebiutował na 82 pozycji listy Billboard Hot 100 tym samym stając się 14 pozycją w karierze Goulding na amerykańskim notowaniu co czyni ją brytyjską artystką z największą liczbą pozycji na liście przewyższającą Adele. W następnym tygodniu piosenka przeszła na 74 pozycję i osiągnęła najwyższy numer 72 w swoim pierwotnym wydaniu. Po wzroście popularności w serwisie społecznościowym TikTok, „Hate Me” ponownie wszedł na Hot 100 pod numerem 69 pod koniec października i od tego czasu osiągnął najwyższy poziom 56.
| Lista Przebojów                                   | Pozycja |
| ------------------------------------------------- | ------- |
| Austria (Ö3 Austria Top 40)                       | 51      |
| Australia (ARIA)                                  | 68      |
| Belgia (Ultratop)                                 | 32      |
| Belgia (Ultratop)                                 | 18      |
| Kanada (Canadian Hot 100)                         | 33      |
| Czechy (Rádio Top 10)                             | 32      |
| Czechy (Singles Digitál Top 100)                  | 48      |
| Finlandia (Suomen virallinen lista)               | 14      |
| Niemcy (Official German Charts)                   | 70      |
| Węgry (Single Top 40)                             | 18      |
| Węgry (Stream Top 40)                             | 25      |
| Irlandia (IRMA)                                   | 33      |
| Łotwa (LAIPA)                                     | 20      |
| Litwa (AGATA)                                     | 28      |
| Nowa Zelandia (RMNZ)                              | 5       |
| Szkocja (Official Charts Company)                 | 30      |
| Słowacja (Singles Digitál Top 100)                | 39      |
| Szwecja (Sverigetopplistan)                       | 76      |
| Wielka Brytania (UK Singles)                      | 33      |
| US Billboard Hot 100                              | 56      |
| US (Adult Top 40) (Billboard (tygodnik)           | 23      |
| US (Dance/Mix Show Airplay) (Billboard (tygodnik) | 35      |
| US (Top 40 Mainstream) (Billboard (tygodnik)      | 19      |
| US (Rolling Stone Top 100)                        | 42      |

## Lista utworów
- Digital download (26 czerwca 2019)[34]

1. Hate Me feat. Juice Wrld – 3:06

- Digital download (16 sierpnia 2019)[35]

1. Hate Me (R3HAB remix) feat. Juice Wrld – 3:23

- Digital download (25 września 2019)[4]

1. Hate Me (Snakehips remix) feat. Juice Wrld – 3:15

## Certyfikaty
| Kraj                     | Certyfikat      | Sprzedaż   |
| ------------------------ | --------------- | ---------- |
| Kanada (Music Canada)    | platynowa płyta | 80 000+    |
| Polska (ZPAV)            | platynowa płyta | 20 000+    |
| Stany Zjednoczone (RIAA) | platynowa płyta | 1 000 000+ |
| Wielka Brytania (BPI)    | srebrna płyta   | 200 000+   |

## Wydanie
| Region            | Data             | Format                     | Wytwórnia  | Wersja          | Źródło |
| ----------------- | ---------------- | -------------------------- | ---------- | --------------- | ------ |
| Świat             | 26 czerwca 2019  | Digital download           | Polydor    | Oryginalna      | [ 6 ]  |
| Włochy            | 5 czerwca 2019   | Contemporary hit radio     | Universal  | Oryginalna      | [ 40 ] |
| Stany Zjednoczone | 9 czerwca 2019   | Contemporary hit radio     | Interscope | Oryginalna      | [ 41 ] |
| Świat             | 16 sierpnia 2019 | Digital download (Remixes) | Polydor    | R3HAB Remix     | [ 3 ]  |
| Świat             | 25 września 2019 | Digital download (Remixes) | Polydor    | Snakehips Remix | [ 4 ]  |